# Alchemilla aksharmae
Alchemilla aksharmae é uma espécie de rosácea do gênero Alchemilla, pertencente à família Rosaceae.